# Acacia pluriglandulosa
Acacia pluriglandulosa é uma espécie de leguminosa do gênero Acacia, pertencente à família Fabaceae.